# Philippe Mathieu Ferdinand Jean Ghislain Vilain XIIII
Burggraaf Philippe Mathieu Ferdinand Jean Ghislain Vilain XIIII (? 3 december 1753 – Brussel, 19 december 1810) was een grootbaljuw van Gent (1778-1794). Philippe Mathieu was de oudste zoon van de voormalige voorzitter van de Staten van Vlaanderen Jean Jacques Philippe Vilain XIIII en de oudere broer van Charles Joseph François Vilain XIIII. Op 18 mei 1777 huwde hij met Anne Marie Colette de Ghellinck de Poteghem (1758-1779). Uit het huwelijk werd Philippe Vilain XIIII (1777-1856) geboren.
Voor de opvoeding van zijn beide zonen – Philippe Mathieu en Charles Joseph – schakelde Jean Vilain XIIII een priester uit Atrecht in. De broers toonden zich echter minder briljant dan hun vader en verkozen volgens Piet Lenders diners en bals boven wetenschap.
Ondanks de inzet van zijn vader, die onder meer ook burgemeester van Aalst en Gent was, verkreeg hij enkel het inhoudsloze hoogbaljuwschap van de stad Gent, een functie die hij van zijn vader erfde. Hij was actief in het verzet tegen de hervormingen van keizer Jozef II. Philippe Mathieu maakte deel uit van de delegatie die in 1787 naar Wenen trok om een akkoord te vinden met de vorst. Tijdens de Brabantse Omwenteling keerde hij zich tegen de statisten en vertrok hij naar Rijsel, in een soort van ballingschap. Later ontplooide hij in Parijs bankiersactiviteiten.